# Leucocytose
 (décembre 2020).
Si vous disposez d'ouvrages ou d'articles de référence ou si vous connaissez des sites web de qualité traitant du thème abordé ici, merci de compléter l'article en donnant les références utiles à sa vérifiabilité et en les liant à la section « Notes et références ».
La leucocytose, également appelée hyperleucocytose, est une augmentation du nombre de globules blancs dans le sang visible sur une numération de la formule sanguine. Elle est fréquemment le signe d'une réponse inflammatoire à la suite d'une infection mais peut aussi survenir à la suite d'une leucémie ou certaines tumeurs osseuses. Elle peut être caractérisée par une augmentation du nombre de polynucléaires neutrophiles, éosinophiles ou basophiles, du nombre de lymphocytes ou du nombre de monocytes. La diminution du nombre de leucocytes dans le sang conduisant à un nombre inférieur à la normale est appelée leucopénie.
On distingue :

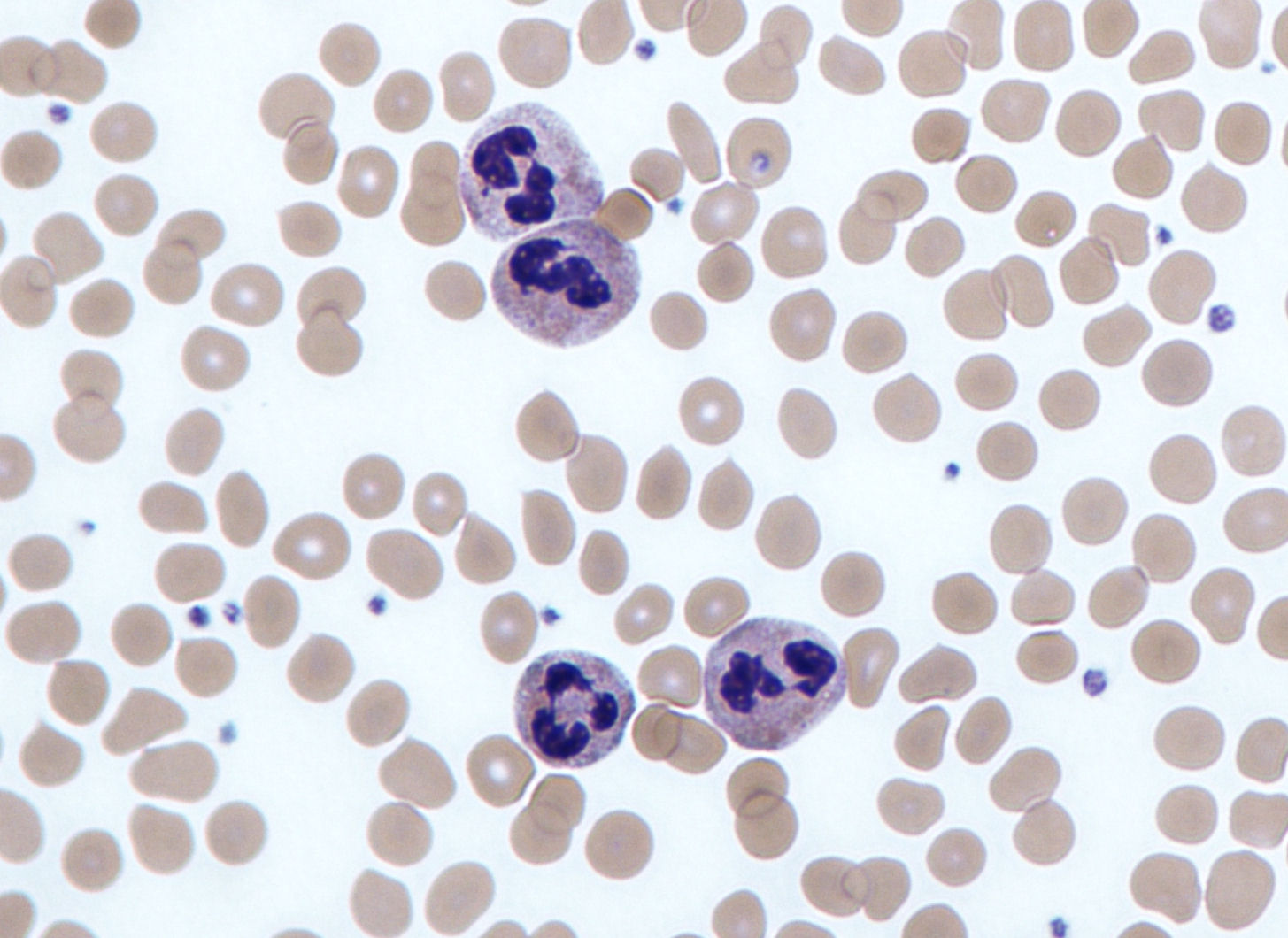
Granulocytes neutrophiles sur un frottis sanguin.

- la polynucléose neutrophile qui est l'augmentation anormale du nombre de polynucléaires neutrophiles ;
- l'éosinophilie qui est l'augmentation anormale du nombre de polynucléaires éosinophiles ;
- la polynucléose basophile qui est l'augmentation anormale du nombre de polynucléaires basophiles ;
- l'hyperlymphocytose qui est l'augmentation anormale du nombre de lymphocytes ;
- la monocytose qui est l'augmentation anormale du nombre de monocytes.

## Causes
L'hyperleucocytose peut être normale, physiologique :
- à la suite d'un effort physique[1] avec l'augmentation des catécholamines (cortisol)[2] ;
- après un stress important ;
- lors de la grossesse et en post-partum.

Elle devient anormale voire pathologique :
- dans le cas d'inflammations ou d'infections (principalement bactériennes) ;
- dans le cas d'une leucémie.